# Sonorama 2024
El Sonorama 2024, o Sonorama Ribera 2024, fue la XXVIIª edición del Festival Sonorama, y se celebró en la ciudad española de Aranda de Duero (Burgos), entre el 7 y el 11 de agosto de 2024. Fue organizado por la asociación cultural, y sin ánimo de lucro, "Art de Troya".
Como en anteriores ediciones, las actuaciones fueron llevadas a cabo en el recinto principal y en varias plazas emblemáticas de Aranda. La organización redujo el aforo del recinto para mejorar la comodidad de los asistentes, y confeccionó un cartel sin apenas artistas extranjeros y con la presencia de algunos ya consagrados en el panorama nacional, como Coque Malla, Luz Casal, Los Planetas y Hombres G. Los diez escenarios dispuestos alojaron a los 200 artistas participantes, mientras que la asistencia máxima diaria se estimó en unas 30 000 personas.
Uno de los momentos más emotivos de estas actuaciones se produjo cuando se homenajeó en la plaza del Trigo a los miembros del grupo Supersubmarina, que había sido una banda asidua al festival y que sufrió un grave accidente de tráfico en 2016 que ocasionó importantes lesiones a los miembros del grupo. En el marco del acto, se presentó un banco homenaje al grupo, que más tarde fue instalado en la plaza.

## Cartel

### 7 de agosto
Escenario Aranda de Duero
- 19:40 horas: La Trinidad
- 21:20 horas: Standstill
- 23:00 horas: Los Planetas, Super 8
- 00:50 horas: La Habitación Roja
- 02:30 horas: Carlangas y los Cubatas

Escenario Ribera del Duero
- 20:30 horas: La Bien Querida
- 22:10 horas: Califato 3/4
- 00:00 horas: Ladilla Rusa
- 01:40 horas: El Columpio Asesino
- 03:30 horas: Fiesta Polenta

### 8 de agosto
Escenario Aranda de Duero
- 19:40 horas: Travis Birds
- 21:20 horas: Niños Mutantes
- 23:10 horas: Luz Casal
- 01:25 horas: Rayden
- 03:20 horas: OBK

Escenario Ribera del Duero
- 19:00 horas: Hinds

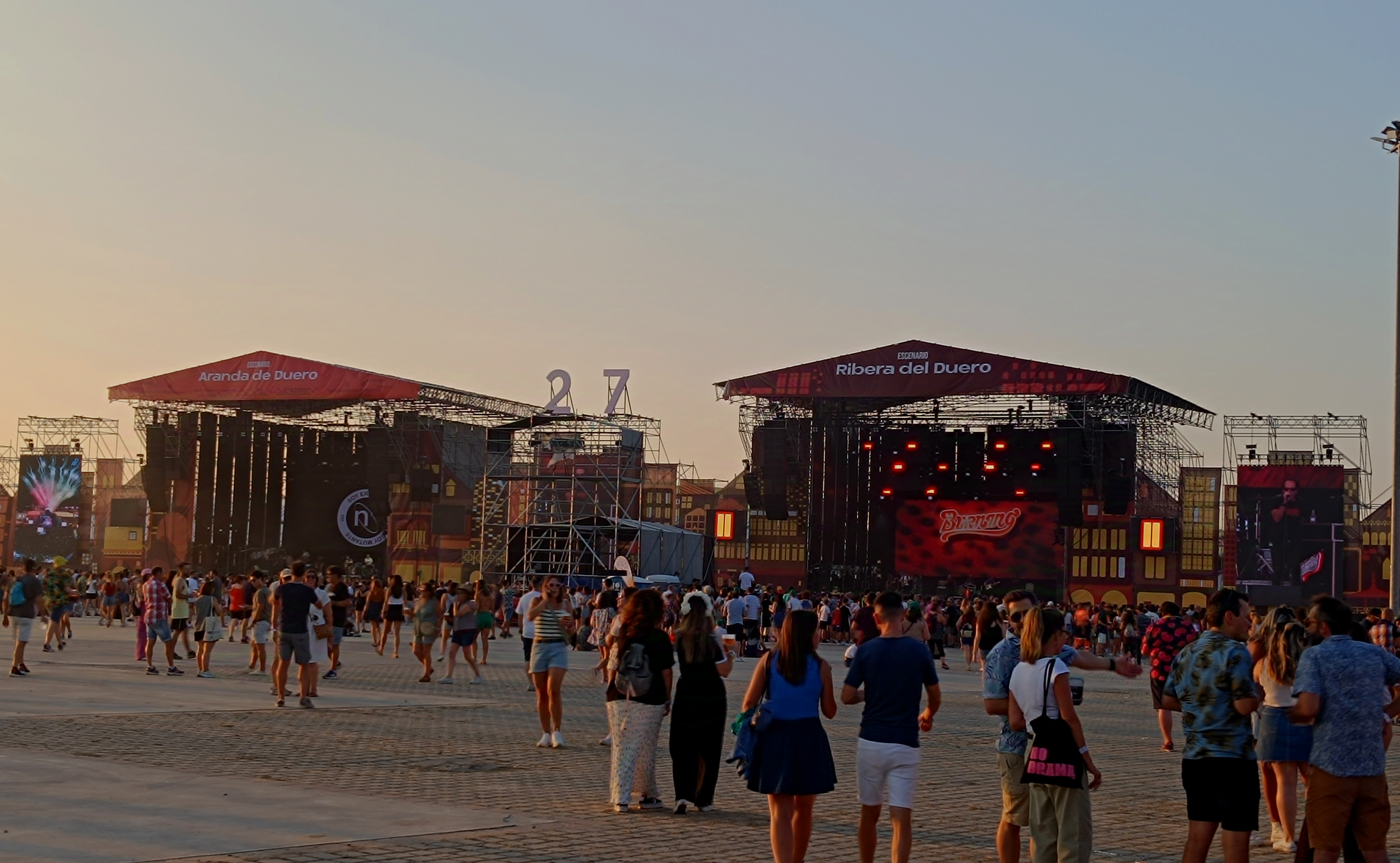
Aspecto de los dos escenarios principales la tarde del 8 de agosto. Se puede apreciar entre ambos el rótulo «27» que refleja las ediciones celebradas.

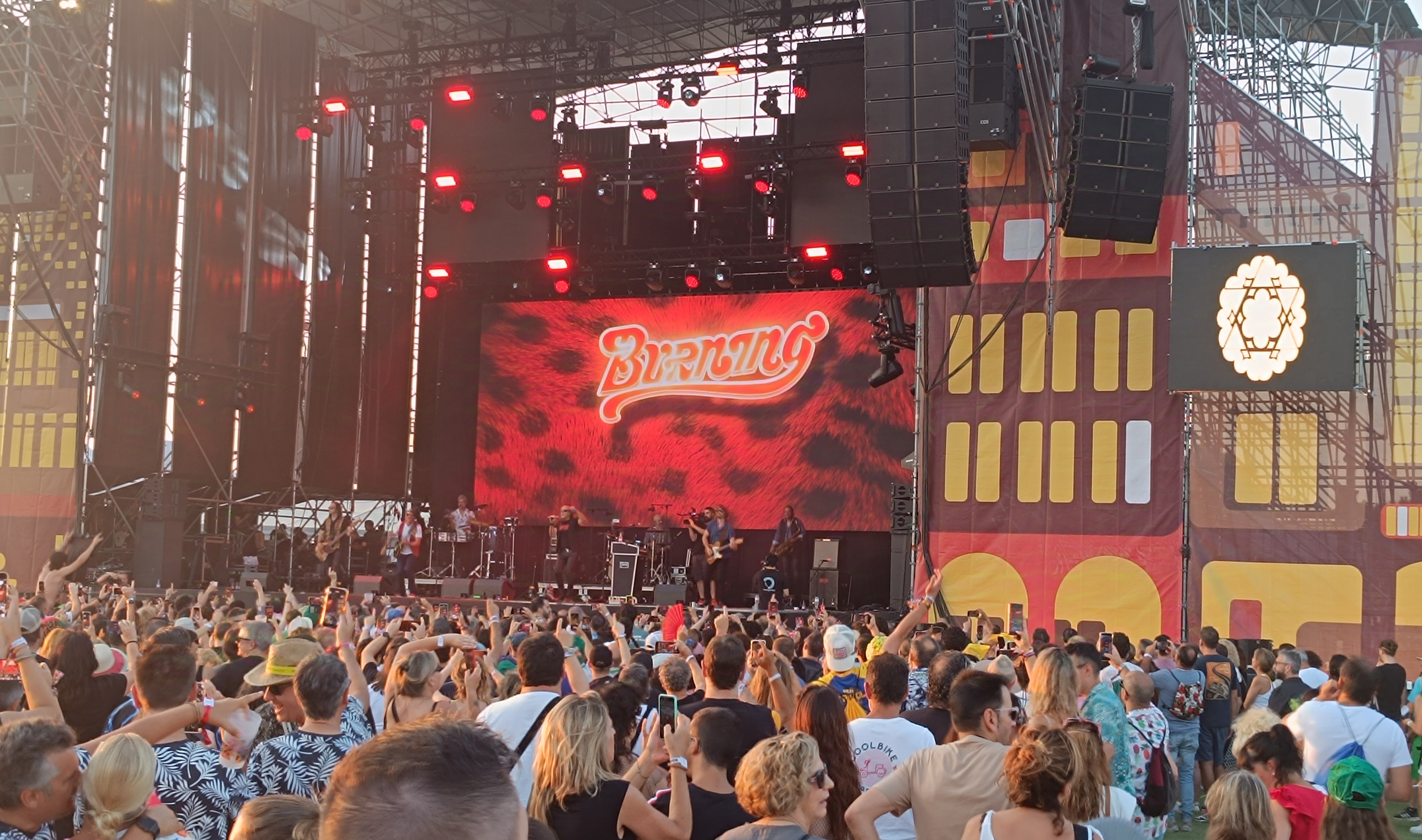
Actuación de Burning el 8 de agosto.

- 20:30 horas: Burning, 50 aniversario
- 22:15 horas: El Kanka
- 00:10 horas: Natos y Waor
- 02:20 horas: SFDK
- 03:20 horas: David Van Bylen

### 9 de agosto
Escenario Aranda de Duero
- 19:40 horas: Homenaje a Antonio Vega
- 21:20 horas: Coque Malla
- 23:15 horas: Mikel Izal
- 01:15 horas: Sen Senra
- 03:10 horas: Sexy Zebras

Escenario Ribera del Duero
- 19:00 horas: Despistaos
- 20:30 horas: Veintiuno
- 22:15 horas: Dani Fernández
- 00:15 horas: Shinova
- 02:10 horas: Funzo & Baby Loud
- 04:00 horas: We are not Dj's

### 10 de agosto

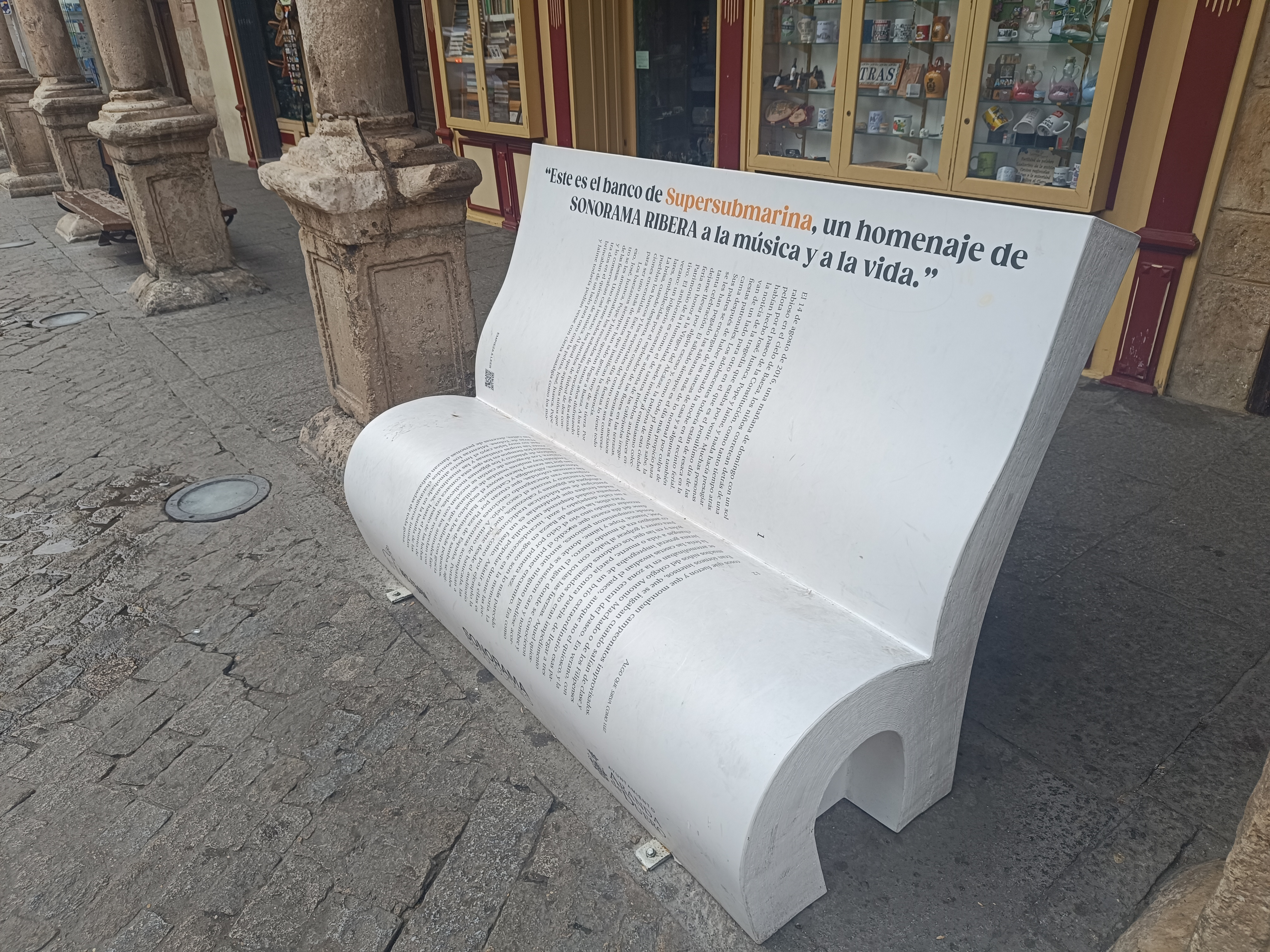
Durante el homenaje a Supersubmarina en la plaza del Trigo se mostró en el escenario un banco que era una réplica del libro sobre la banda, y que después fue instalado en la misma plaza.

Escenario Aranda de Duero
- 19:40 horas: Cómplices
- 21:20 horas: Sidecars
- 23:20 horas: Hombres G
- 01:30 horas: Macaco
- 03:10 horas: Varry Brava

Escenario Ribera del Duero
- 19:00 horas: Nunatak
- 20:30 horas: Álvaro de Luna
- 22:20 horas: Rozalén
- 00:30 horas: La Casa Azul
- 02:20 horas: YSY A
- 04:00 horas: Fuzzz by Dj Nano

### 11 de agosto
El domingo 11 de agosto, último día del festival, hubo conciertos en la plaza del Trigo, plaza de la Sal, Escenario Charco, el Café Central y el Escenario Itinerante como despedida del evento.
| Predecesor: Sonorama 2023 | XXVIIª edición del Festival Sonorama Agosto de 2024 | Sucesor: Sonorama 2025 |